# Johann Carl Friedrich Leune
Johann Carl Friedrich Leune (* 21. Januar 1757 in Schladebach, heute Ortsteil von Leuna; † 23. Januar 1825 in Leipzig) war ein deutscher Mediziner.

## Leben
Leune studierte ab 1782 in Leipzig, wo er 1797 auch promovierte und danach lange Jahre lehrte, sowohl in der Physiologie und allgemeinen Pathologie als auch in der Augenheilkunde. Er verfasste mehrere wissenschaftliche Schriften und war auch als Übersetzer einschlägiger Werke tätig.

## Werke (Auswahl)
- Gesundheitsalmanach zum Gebrauch für die aufgeklärten Stände Deutschlands, auf das Jahr 1794, Leipzig: Breitkopf 1793
- (als Übersetzer:) Louis-Jacques Moreau de la Sarthe: Naturgeschichte des Weibes. Ein Handbuch für Aerzte und gebildete Leser und Leserinnen aus allen Klassen (Orig. Histoire naturelle de la femme, 1803), Bände 2–4, Leipzig: Hinrichs 1810 (Band 1 wurde von Dr. Rink übersetzt und erschien 1805)[1]